# Río Tecka
El Tecka o Gualjaina (en idioma galés: Hafn Lâs) es un río que se encuentra en la provincia de Chubut en la Patagonia, República Argentina. Posee una longitud aproximada de 200 km.
Este río es el límite natural entre los departamentos de Languiñeo y Futaleufú y, en algunas partes entre Languiñeo y Cushamen. 
Las nacientes del Tecka se encuentran al sur del cerro Cuche, a unos 800 m s. n. m., en los Andes patagónicos; en la población de Tecka se dirige en dirección norte, para luego atravesar un amplio valle de escasa pendiente, limitado al oeste por los cordones Gualjaina y Kaquel y al este por la sierra de Tecka.
Recibe el aporte de varios tributarios de carácter torrencial, en algunos casos esporádicos. Las terrazas que se pueden observar sobre su margen izquierda, de origen glaciofluvial, son recorridas por estos afluentes; entre ellos se destacan el río Lepá, ubicado próximo a la localidad de Gualjaina, que le da el nombre al último tramo del río.
En este sector el valle se ensancha considerablemente hasta alcanzar un ancho aproximado de ocho kilómetros en la desembocadura con el río Chubut en su curso alto; mientras, el río discurre entre áridas y recortadas mesetas.